# سرگئی کازلف
سرگئی گریگوریویچ کازلف (روسی: Сергей Григорьевич Козлов؛ زادهٔ ۱۹۳۹ میلادی – مرگ ۲۰۱۰ میلادی) یک نویسنده، فیلم‌نامه‌نویس و شاعر اهل روسیه بود.
از فیلم‌ها یا مجموعه‌های تلویزیونی که وی در آن‌ها نقش داشته است می‌توان به خارپشتی در مه اشاره نمود.